# Eskişehir
Eskişehir (turski: eski - stari, şehir - grad) grad je u sjeverozapadnoj Turskoj, glavni grad istoimene pokrajine. Prema popisu iz 2011. grad ima 648.396 stanovnika. Eskişehir je smješten na obalama rijeke Porsuk, na oko 792 m nadmorske visine, oko 233 km zapadno od Ankare, 330 km jugoistočno od Istanbula te 78 km sjeveroistočno od Kütahye. Poznat je kao sveučilišni grad, a u njemu imaju sjedište sveučilišta Eskişehir Osmangazi te Anadolu.

## Vanjske poveznice
- http://www.eskisehir-bld.gov.tr/